# 賁姓
贲姓（姓氏中通常音bēn或féi）是中文姓氏之一，在《百家姓》中排第179位。在现代是极罕见的姓氏。

## 起源
贲姓有多种起源：
1. 一支贲姓，音bēn，出自姬姓。《元和姓纂》载春秋时鲁国的县贲（奔，音bēn）父有后代以祖先名字为姓。据《通览释文》载此贲姓也可做奔姓。
2. 出自芈姓，春秋时晋国大夫苗贲皇之后。
3. 一支贲姓，音féi，出自嬴姓，秦氏。东汉《风俗通义》载春秋时非子后代有以贲（肥，音féi）姓者，此支贲姓和非姓同源。

## 分布
现代大多分布于黑龙江省嫩江县和广西平乐、荔浦等地。

## 郡望
- 宣城郡：晋太康二年（公元281年）改汉时丹阳郡为宣城郡（今安徽东南部），郡治为宛陵（今安徽宣城县）。
- 汝南郡：汉高帝四年（公元前203年）置汝南郡（今河南中部偏南和安徽淮河以北地区），郡治为上蔡（今河南上蔡县西南）。

## 脚注
1. ↑  《续通志·氏族略》载“《郑志》载两贲字；一音‘肥’；一音‘奔’。《统谱·五微》收贲字，音‘肥’。

## 延伸阅读
[在维基数据编辑]
 《百家姓》
 《欽定古今圖書集成·明倫彙編·氏族典·賁姓部》，出自陈梦雷《古今圖書集成》